# سنگ‌دل (فیلم ۱۹۵۰)
سنگ‌دل (آلمانی: Das kalte Herz) یک فیلم در ژانر فانتزی و درام به کارگردانی پائول فرهوفن است که در سال ۱۹۵۰ منتشر شد.

## بازیگران
- پاول بیلت
- پاول اسر
- ایوا پروبست
- اروین گشونک
- برنهارد گوتزکه
- کلاوس کینسکی